# Tramlijn 7 (Brussel)
De Brusselse premetro- en tramlijn 7 uitgebaat door de MIVB verbindt sinds 14 maart 2011 het metrostation Heizel (Laken) met de halte Vanderkindere (Ukkel).
Zij vervangt de opgeheven tramlijnen 23 en 24.

## Traject
Heizel - Sint-Lambertus - De Wand - Araucaria - Braambosjes - Heembeek - Van Praet - Docks Bruxsel - Prinses Elisabeth - Demolder - Paul Brien-ziekenhuis - Louis Bertrand - Heliotropen - Chazal - Leopold III - Meiser - Diamant - Georges Henri - Montgomery - Boileau - Pétillon - Arsenaal - VUB - Etterbeek Station - Roffiaen - Buyl - Ter Kameren-Ster - Legrand - Bascule - Longchamp - Gossart - Cavell - Churchill - Vanderkindere.

## Bijzonderheden
Tramlijn 7 wordt uitgevoerd als een chronolijn. Dit is een tramlijn die volledig in eigen bedding rijdt, net als tramlijnen 3, 4, 8 en 9.
Deze tramlijn kent tevens een hogere frequentie dan de vroegere tramlijnen 23 en 24: een tram elke 6 minuten in het spitsuur en een tram om de 7,5 minuten daarbuiten.
Deze tramlijn heeft geen goede keermogelijkheid in Vanderkindere. Net voor het kruispunt van de samenkomende tramlijnen 3 en 4, heeft hij zijn eindhalte op het doorgaande spoor. Op deze plaats blokkeert de tram de doorgang van tramlijn 10 en moet daarom zo snel mogelijk keren met behulp van een wissel. De halte van de tramlijnen 10 en 4 richting stad bevindt zich aan de overzijde van het kruispunt en is niet gemakkelijk bereikbaar voor de overstappende reizigers. Reizigers die tramlijn 10 naar het centrum willen nemen, moeten daarom bij voorkeur een halte eerder (halte Churchill) overstappen.

## Geschiedenis
In de plannen voor de Brusselse metro van 1969 was een snelle tramlijn 5 voorzien die grotendeels het traject van de grote ring zou volgen van het Noord- naar het Zuidstation via het oosten van de stad. Een klein deel van deze lijn is daadwerkelijk gebouwd en wordt tussen Diamant en Boileau als premetro geëxploiteerd door trams 7 en 25. Het ondergrondse deel was echter voorzien om te eindigen ten westen van het Meiserplein. Bij de bouw van station Diamant werd er rekening gehouden met deze verlenging. In de plannen van 1969 was van Ter Kameren-ster tot Gossart ook een tweede ondergronds segment voorzien. Na Vanderkindere zou de sneltramlijn via Albert, het Park van Vorst en de Koningslaan het Zuidstation bereiken. In de ambitieuze metroplannen uit 1975 was deze "Grote Ring" voorzien als een echte metrolijn.

## Toekomst
In 2013 werd beslist de voorziene verlenging van de premetro tot onder het Meiserplein ook effectief aan te leggen.
Bij de ombouw van premetrostation Albert tot het eindpunt van de nieuwe metrolijn 3 zal tramlijn 7 verlengd worden van Vanderkindere tot Albert.

## Materieel

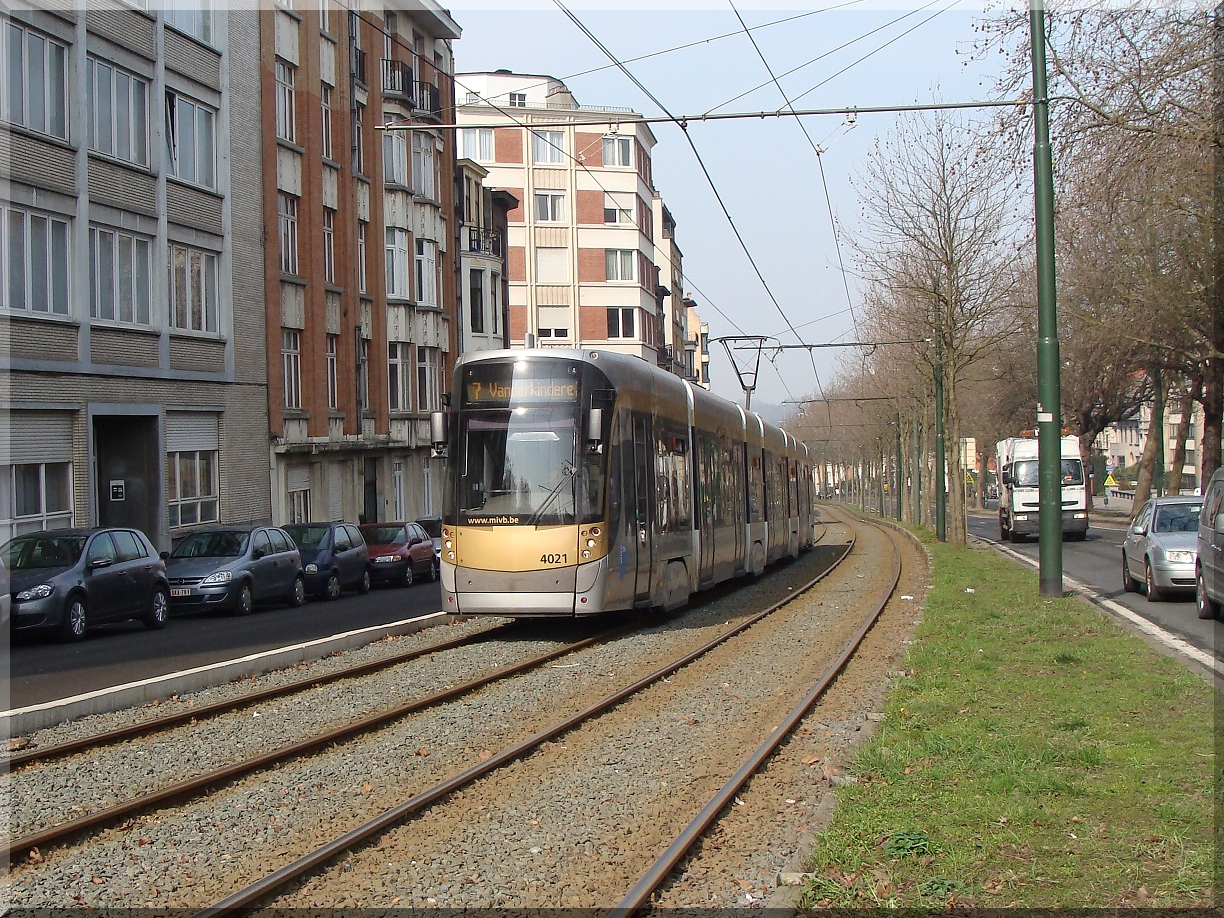
Tram 7 langs de Lambermontlaan in Schaarbeek.

Tramlijn 7 wordt uitsluitend uitgebaat met moderne lagevloertrams van het type T3000 en T4000.